# 腐蚀疲劳
腐蚀疲劳（英語：Corrosion fatigue）是指在易腐蚀环境中材料发生疲劳的现象。材料疲劳伴随腐蚀加重。导致材料在它的一般疲劳极限之下就可能发生断裂。
为了满足先进技术的要求而制造高强度结构材料，如钢，铝合金和钛合金等。但它们的应用，在很大程度上要依赖它们的抗腐能力。这是很重要的。因此，早在1930年就有人开展腐蚀环境对金属疲劳的研究。
要注意区分腐蚀疲劳和应力腐蚀断裂的区别；腐蚀疲劳是因为腐蚀且受動態負載而扩展断裂；应力腐蚀断裂只要求材料受靜態負載。